# Džaar
Džaar (arabsky جعار‎) je město na jihu Jemenu. Při výbuchu v muniční továrně v roce 2011 zde přišly o život desítky lidí.